# همن
همن (به هلندی: Hemmen) یک منطقهٔ مسکونی در هلند است که در افربیتووه واقع شده‌است.